# William McDowell
William McDowell ist ein US-amerikanischer Prediger und Gospelmusiker.

## Biografie
William McDowell stammt aus Ohio. Mit fünf Jahren lernte er Klavier spielen, mit 13 nahm er als Trommler am Gottesdienst teil und mit 16 spielte er die Orgel. Mit 18 Jahren leitete er auch Gottesdienste.
2001 ging McDowell nach Orlando, um für den Musiker und Prediger Ron Kenoly als musikalischer Leiter zu arbeiten. Dort eröffnete er dann ein Aufnahmestudio und veröffentlichte sein erstes Album mit dem Titel The Reason I Live. Drei Jahre später wurde er selbst Gottesdienstleiter in Lake Mary und wurde 2007 zum Pastor ernannt.
Sein zweites Album, eine Doppel-Live-CD mit dem Titel As We Worship, stellte er 2009 fertig. Es wurde ein großer Erfolg und erreichte Platz drei der US-Gospelcharts. Bereits im Jahr darauf nahm er mit Arise ein zweites Live-Doppelalbum auf, das 2011 nicht nur auf Platz eins der Gospelcharts kam, sondern auch in den offiziellen Verkaufscharts erfolgreich war. Zwei Lieder daraus, I Give Myself Away und I Won’t Go Back, kamen auf Platz eins der Gospelsongcharts. Weitere zwei Jahre später erschien mit Withholding Nothing das nächste Doppelalbum, das Platz 28 der offiziellen Albumcharts erreichte.

## Diskografie

### Alben
- The Reason I Live (2003)
- As We Worship: Live (2009)
- Bending of Trees (2011)
- Arise: The Live Worship Experience (2011)
- Withholding Nothing – Live Worship Album and Concert Film (2013)
- Sounds of Revival – Live (2016)
- Sounds of Revival II: Deeper – Live (2017)
- The Cry: A Live Worship Experience (2019)

### Lieder
- I Give Myself Away (2010, US: Gold)[2]
- I Won’t Go Back (2011)
- I Belong to You (2012)
- Withholding Nothing (2013)